# Metalepsis cornuta
Metalepsis cornuta är en fjärilsart som beskrevs av Augustus Radcliffe Grote 1874. Metalepsis cornuta ingår i släktet Metalepsis och familjen nattflyn. Inga underarter finns listade i Catalogue of Life.